# Otesia
Otesia fu un municipio romano appartenente alla Regio VIII Aemilia durante l'età augustea.

## Storia
La località fu citata da Plinio il Vecchio nella Naturalis historia (III, 116) e dai successivi cronisti storici come respublica Otesmorum, situata a est di Regium Lepidi (Reggio Emilia). Presso il municipio di Otesia venne nominato quale curatore Gaio Cornelio Miniciano, amico di Plinio, prima di diventare magistrato a Bergamo, come risulta da una lapide ritrovata presso la cappella di San Pietro apostolo in Colleaperto e oggi conservata presso il lapidario del museo archeologico di Bergamo.

## Geografia

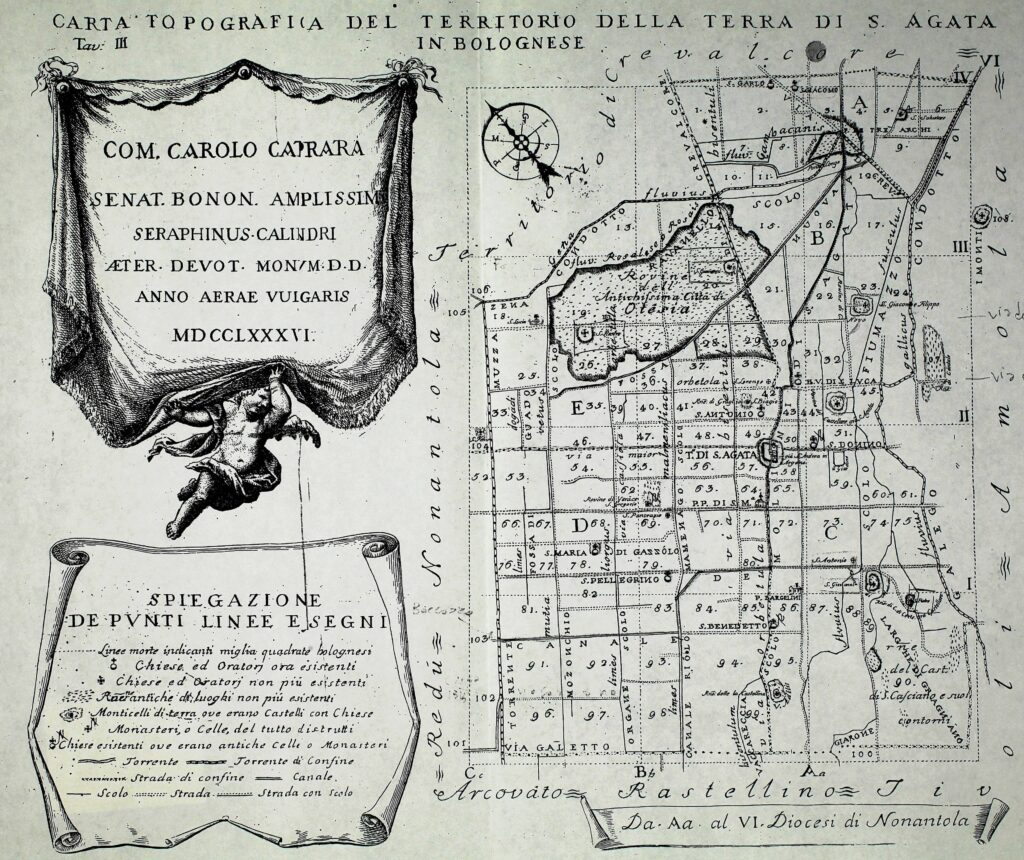
Serafini Calindri, Carta topografica del territorio della terra di S. Agata in Bolognese (1786)

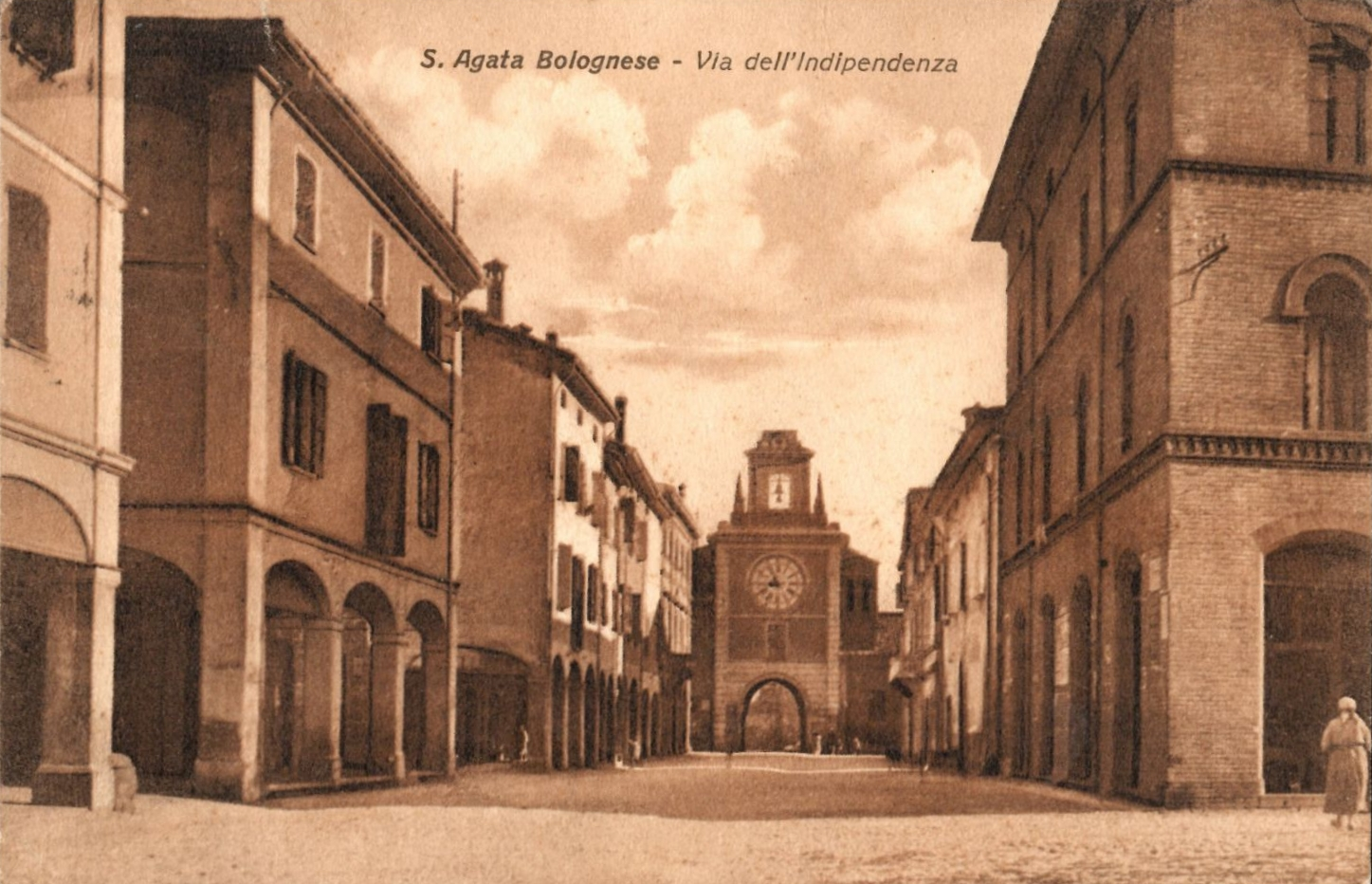
Porta Otesia a Sant'Agata Bolognese

Pur essendo considerata un centro notevole nell'antichità, non esistono indicazioni storiche precise che permettano di identificare con certezza il luogo esatto ove sorse questa città.
Secondo il geografo tedesco Filippo Cluverio, nell'opera Italia antiqua (I, 2), l'antica città di Otesia si identificherebbe con Mirandola.
Successive ricerche dell'abate Serafino Calindri vorrebbero invece la località situata nel territorio settentrionale del comune di Sant'Agata Bolognese, dove la via di accesso settentrionale al paese è tuttora chiamata Porta Otesia.
Secondo Girolamo Tiraboschi, che riprese alcune osservazioni di Antonio Frizzi, le opinioni di Cluverio e di Calindri non trovano fondamento, poiché Plinio nominò semplicemente i "popoli Otesini" vicini a quelli detti Padinates (antichi abitanti di Bondeno) e Regiates (abitanti di Reggio Emilia), il che voleva dire che gli stessi potevano trovarsi in qualunque altro angolo di queste Provincie; inoltre nel passo di Plinio i nomi di quei popoli sono citati in ordine alfabetico e non secondo la loro posizione geografica.
L'ipotesi che l'antica città di Otesia potesse trovarsi nel territorio mirandolese tornò alla luce negli anni 1930, quando vennero eseguiti scavi archeologici che portarono alla luce molti reperti di età romana in località "La Tesa" nei pressi di San Martino Spino, al confine con Bondeno. Tuttavia anche tale ipotesi, basata sulla mera assonanza tra Otesia e La Tesa, è stata ritenuta inconsistente dagli studiosi.